# أندرياس أيجنر
أندرياس أيجنر (بالألمانية: Andreas Aigner)‏ مواليد 24 سبتمبر 1984، هو سائق راليات نمساوي بدأ مسيرته في سنة 2005. كان أول رالي له هو رالي قبرص 2005. تنافس في بطولة العالم للراليات. تسابق في رالي التحدي عبر القارات.

## فرق مثلها
- ريد بل

## روابط خارجية
- أندرياس أيجنر على موقع eWRC-results.com (الإنجليزية)